# Pugatschowo (Kaliningrad, Krasnosnamensk)
Pugatschowo (russisch Пугачёво, deutsch Neu Skardupönen, 1938 bis 1945 Grenzwald, litauisch Naujieji Skardupėnai) ist eine Siedlung in der russischen Oblast Kaliningrad. Sie gehört zur kommunalen Selbstverwaltungseinheit Munizipalkreis Krasnosnamensk im Rajon Krasnosnamensk.

## Geographische Lage
Pugatschowo liegt am östlichen Rand des Les Werchnenemanski (dt. Neu Luböhner Wald, 1938 bis 1945: Forst Memelwalde) an der Kommunalstraße 27K-104, welche die Rajonstadt Krasnosnamensk (Lasdehnen/Haselberg, 9 Kilometer) mit Pogranitschny (Schillehnen/Waldheide, 7 Kilometer) verbindet. Die Straße verläuft unmittelbar an der russisch-litauischen Staatsgrenze, der Außengrenze der Europäischen Union. Eine Bahnanbindung besteht nicht.

## Geschichte

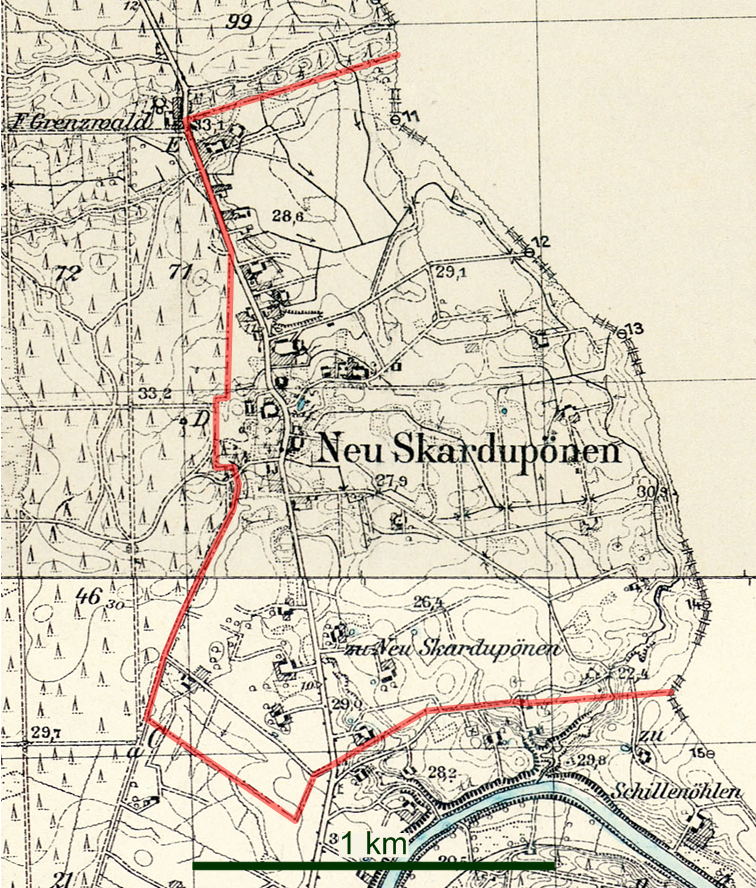
Die Gemeinde Neu Skardupönen auf zwei Messtischblättern von 1927 und 1936

Der Ort wurde 1680 im Zuge der Schatullsiedlungstätigkeit unter dem Großen Kurfürsten auf abgeholztem Forstland als kölmisches Bauerndorf gegründet. Um 1780 wurde Neu Skardupöhnen, das auch Lusznen genannt wurde, als Schatulldorf bezeichnet. Im Jahre 1874 wurde die Landgemeinde Neu Skardupönen in den neu errichteten Amtsbezirk Jucknaten im Kreis Pillkallen eingegliedert. 1929 wurde die Försterei Grenzwald in die Landgemeinde Neu Skardupönen eingemeindet. Nach dieser Försterei wurde Neu Skardupönen 1938 in Grenzwald umbenannt.
In Folge des Zweiten Weltkrieges kam der Ort mit dem nördlichen Ostpreußen zur Sowjetunion. Im Jahr 1950 erhielt er den russischen Namen Pugatschowo und gleichzeitig dem Dorfsowjet Nemanski selski Sowet im Rajon Krasnosnamensk zugeordnet. Später (vor 1975) gelangte der Ort in den Chlebnikowski selski Sowet. Von 2008 bis 2015 gehörte Pugatschowo zur Landgemeinde Alexejewskoje selskoje posselenije, von 2016 bis 2021 zum Stadtkreis Krasnosnamensk und seither zum Munizipalkreis Krasnosnamensk.

### Einwohnerentwicklung
| Jahr | Einwohner | Bemerkungen                                                                                |
| ---- | --------- | ------------------------------------------------------------------------------------------ |
| 1867 | 262       |                                                                                            |
| 1871 | 243       |                                                                                            |
| 1885 | 256       | in der Försterei Grenzwald zusätzlich 2                                                    |
| 1905 | 232       | davon 113 litauischsprachige und 9 zweisprachige, in der Försterei Grenzwald zusätzlich 19 |
| 1910 | 224       |                                                                                            |
| 1933 | 216       |                                                                                            |
| 1939 | 215       |                                                                                            |
| 1984 | ~ 40      |                                                                                            |
| 2002 | 36        |                                                                                            |
| 2021 | 25        |                                                                                            |

## Kirche
Mit seiner fast ausnahmslos evangelischen Bevölkerung war Neu Skardupönen resp. Grenzwald vor 1945 in das Kirchspiel der Kirche Lasdehnen (der Ort hieß zwischen 1938 und 1946 Haselberg, heute russisch: Krasnosnamensk) eingepfarrt und gehörte so zum Kirchenkreis Pillkallen (Schloßberg) in der Kirchenprovinz Ostpreußen der Kirche der Altpreußischen Union. Heute liegt Pugatschowo im weitflächigen Einzugsgebiet der neu entstandenen evangelisch-lutherischen Gemeinde in Sabrodino (Lesgewangminnen, 1938 bis 1946 Lesgewangen) innerhalb der Propstei Kaliningrad (Königsberg) der Evangelisch-lutherischen Kirche Europäisches Russland.

## Persönlichkeiten
- Erika Eisenblätter-Laskowski (1908–2003), Malerin und Bildhauerin